# Leptanilla alexandri
Leptanilla alexandri är en myrart som beskrevs av Gennady M. Dlussky 1969. Leptanilla alexandri ingår i släktet Leptanilla och familjen myror. Inga underarter finns listade i Catalogue of Life.